# Lucie, postrach ulice
Lucie, postrach ulice je česká filmová rodinná komedie režiséra Jindřicha Poláka z roku 1984 natočená v koprodukci Československa a Západního Německa. Film vznikl z původně šestidílného televizní seriálu pro západoněmeckou televizi pod názvem "Luzie, der Schrecken der Straße", když byly první tři díly sestříhány do podoby celovečerního filmu pro české publikum.

## Děj
I když to není ve filmu výslovně zmíněno, odehrává se děj filmu, soudě podle všudypřítomných západoněmeckých automobilových registračních značek, jakož i podle dalších náznaků, kdesi v někdejším Západním Německu.
Šestiletá Lucie se vrací z báječných prázdnin u dědečka zpět domů do města. Je plná očekávání, protože se chystá poprvé do školy. Má dokonce tři nové aktovky – od maminky, tatínka i dědečka. Její nadšení však brzy opadne, když zjistí, že její nejlepší kamarádky Káťa a Hela jsou stále pryč a ona nemá s kým trávit poslední týden prázdnin.
Osamělá Lucie se pokusí přidat k partě starších dětí, kterou vede Osvald, syn sousedů. Ten ji ale odmítá přijmout do party, pokud neprokáže svou odvahu krádeží v obchodním domě. Naivní a důvěřivá Lucie souhlasí s touto zkouškou. Mezitím jí však parta provádí různá alotria a dokonce prodá dvě z jejích nových aktovek. V obchodním domě se Lucie rozhodne ukrást krabičku s formelou značky Ferda & Ferda. Je však přistižena detektivem. K jejímu překvapení z krabičky vyskočí dva oživlí formeloví panáčci, kteří se promění v bambuli na její čepici. Ředitel obchodního domu pak domnělou zlodějku s omluvou a bonboniérou propustí.
Lucie zjišťuje, že zelený a oranžový panáček, kterým dá jména Ferda a Ferda, nebo též Malej a Velkej, jsou kouzelní. Umí mluvit lidským hlasem a ovládají různá kouzla. Díky nim se Lucii začnou dít neuvěřitelné věci. Když se dívá na oblíbený seriál o vládkyni všech moří, Ferdové promění obývák v moře plné vody, která vyteče i do bytu pod nimi, kde bydlí Osvald. Z televize dokonce vypluje koráb s plachtami. Naštěstí stihnou pohromu napravit dřív, než se vrátí rodiče.
Kouzelní formeláci dělají z Lucie pro ostatní děti atraktivní kamarádku. Osvald, který o jejich existenci tuší, se snaží přijít věci na kloub a Lucii pronásleduje. Ta jednoho dne uteče k mamince do zubařské ordinace. Tam se Ferdové promění v malé dovádějící tuleně, kteří přilákají na zubní oddělení spoustu dětí.
Lucii se díky Ferdům plní její fantazie – ve svých představách se stává postrachem ulice, černým děsem, královnou pralesa a vládkyní všech moří. Je fantómem města, po němž údajně pátrá policie celého světa. Ve skutečnosti se však stává vůdkyní dětské party, zatímco Osvald zůstává osamocen a zbaven svého dosavadního vůdcovství.

## Obsazení
| Žaneta Fuchsová   | Lucie                         |
| Jiřina Bohdalová  | hlas formeláka Ferdy (Malej)  |
| Josef Dvořák      | hlas formeláka Ferdy (Velkej) |
| Vlastimil Brodský | vypravěč                      |
| Jaromír Hanzlík   | tatínek                       |
| Daniela Kolářová  | maminka                       |
| Hana Maciuchová   | Osvaldova maminka             |
| Michael Hofbauer  | Osvald                        |
| Saša Pirná        | Maruška                       |
| Mahulena Bočanová | Lída                          |
| Ota Bláha         | kluk                          |
| Pavel Miko        | kluk                          |
| Lukáš Bech        | kluk u zubaře                 |
| Jiří Pleskot      | dědeček                       |
| Zdeněk Dítě       | ředitel obchodního domu       |
| Dagmar Patrasová  | prodavačka                    |
| Otto Šimánek      | detektiv                      |

## Tvůrci
- Námět: Ota Hofman
- Scénář: Ota Hofman, Jindřich Polák
- Hudba: Angelo Michajlov
- Zvuk: Roman Hloch, Pavel Jelínek
- Kamera: Josef Vaniš
- Střih: Dalibor Lipský, Zdeněk Stehlík
- Režie: Jindřich Polák
- Další údaje: barevný, 74 min, komedie

## Pokračování
Na film přímo navazuje další film "...a zase ta Lucie!". Oba filmy představují pouze sestřih původního šestidílného seriálu Lucie, postrach ulice, natočeného roku 1980 režisérem Jindřichem Polákem ve spolupráci se západoněmeckými kolegy z Anima Hamburg pro WDR Köln. V Československu nebyl tento seriál nikdy uveden. Ve filmu "... a zase ta Lucie!" divák s Luckou a jejími kamarády prožívá zbylé 3 dny do začátku školy a odchod do školy samotný.